# Celal Eyiceoğlu

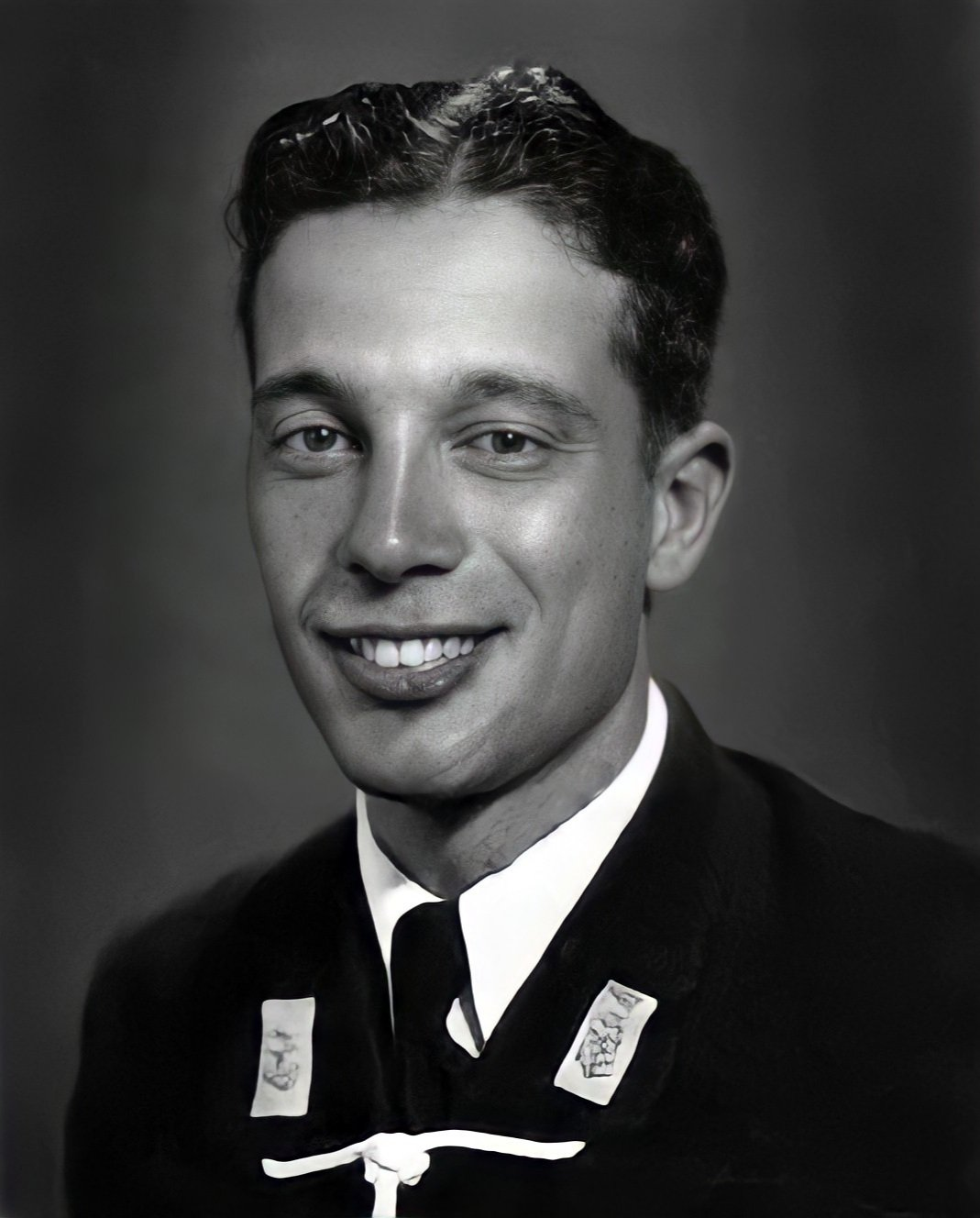
Celal Eyiceoğlu (1931)

Celal Eyiceoğlu (* 1914 in Istanbul; † 26. März 1983) war ein türkischer Admiral, der zuletzt von 1968 bis 1972 Oberkommandierender der Marine (Türk Deniz Kuvvetleri) und danach einige Zeit Botschafter in Japan war.

## Leben
Nach dem Schulbesuch trat Eyiceoğlu 1933 in die Marineschule (Deniz Harp Okulu) ein und schloss diese 1935 als Unterleutnant zur See ab. Nach einer anschließenden Verwendung als Offizier auf zahlreichen Kriegsschiffen wurde er 1941 Offiziershörer an der Marineakademie (Deniz Harp Akademisi), die er 1944 beendete. Im Anschluss war er wiederum als Offizier sowie Stabsoffizier auf verschiedenen Schiffen und Marineeinheiten sowie zuletzt bis 1959 als Marineattaché an der Botschaft in Kanada tätig.
Nach seiner Beförderung zum Flottillenadmiral 1959 wurde er Befehlshaber der Marineeinheiten am Bosporus (İstanbul Boğazı Komutanlığı) und danach Befehlshaber der Kriegsschiffeinheiten. 1962 erfolgte seine Beförderung zum Konteradmiral unter gleichzeitiger Ernennung zum stellvertretenden Leiter der Abteilung Nachrichtendienste im Generalstab der Türkei, ehe er anschließend bis 1964 stellvertretender Oberbefehlshaber des Marinekommandos Nord war.
Nachdem er 1964 zum Vizeadmiral befördert worden war, wurde Eyiceoğlu Oberbefehlshaber des Marinekommandos Nord (Kuzey Deniz Saha Komutanlığı) in Istanbul, das unter anderem für Marmarameer, Schwarzes Meer, Bosporus und Dardanellen zuständig ist, und war im Anschluss Oberbefehlshaber des Flottenkommandos (Donanma Komutanlığı) im Marinestützpunkt Gölcük, zu dem unter anderem die Kriegsschiff-, Minenleger-, U-Boot-, Sturmboot-, Minenabwehrfahrzeug-, Logistikunterstützungs- und Marinefliegerverbände gehören. In dieser Verwendung wurde er zugleich 1967 zum Admiral befördert.
Am 21. August 1968 wurde Admiral Eyiceoğlu als Nachfolger von Admiral Necdet Uran zum Oberkommandierenden der Marine berufen und übte diese Funktion aus, bis er am 30. August 1972 in den Ruhestand trat. Nachfolger als Oberkommandierender der Marine wurde daraufhin Admiral Kemal Kayacan, der zuvor ebenfalls Oberbefehlshaber des Flottenkommandos war.
Nach seinem Ausscheiden aus dem aktiven militärischen Dienst wurde er 1972 Nachfolger von Mustafa Şükrü Elekdağ als Botschafter in Japan. Auf diesem Posten wurde er von Nazif Çuhruk abgelöst.